# Herminium singulum
Herminium singulum är en orkidéart som beskrevs av Tang och Fa Tsuan Wang. Herminium singulum ingår i släktet honungsblomstersläktet, och familjen orkidéer. Inga underarter finns listade i Catalogue of Life.